# Allocricetulus eversmanni
Allocricetulus eversmanni là một loài động vật có vú trong họ Cricetidae, bộ Gặm nhấm. Loài này được Brandt mô tả năm 1859.